# Eurofest 2020
Das 15. Eurofest fand am 28. Februar 2020 statt und war der belarussische Vorentscheid für den Eurovision Song Contest 2020 in Rotterdam (Niederlande). Die Band VAL gewann mit ihrem Lied Da vidna die Vorentscheidung.

## Format

### Konzept
Am 31. Dezember 2019 bestätigte die staatliche Rundfunkanstalt Belaruskaja Tele-Radio Campanija (BRTC), trotz Gerüchten über eine interne Auswahl des Interpreten, die Fortsetzung des Konzepts des Eurofests. Während im Vorjahr noch alleinig eine Jury das Ergebnis bestimmte, bestimmte 2020 eine Jury und die Zuschauer zu gleichen Teilen den Gewinner des Vorentscheids. Im Finale haben die Zuschauer und eine Jury zu gleichen Teilen den Gewinner bestimmt. Bei einem Gleichstand wäre das Juryvoting bevorzugt worden.

### Beitragswahl
Vom 31. Dezember 2019 bis zum 17. Januar 2020 hatten Komponisten die Gelegenheit, einen Beitrag bei BRTC einzureichen. BRTC behielt sich dabei allerdings das Recht vor, Komponisten und Interpreten einzuladen, die sich nicht beworben haben. Anders als in den Jahren zuvor, hat BRTC nicht mehr alle eingesendeten Beiträge in den Live-Auditions präsentiert, sondern die dafür bestimmten Beiträge bereits im Vorfeld ausgewählt. Bis zum 22. Januar 2020 sichtete der Sender die eingereichten Beiträge und präsentierte am selben Tag die Kandidaten, die im Rahmen einer Live-Audition ihren Beitrag präsentieren konnten. Zwölf Interpreten wurden dann bestimmt am Vorentscheid teilnehmen. Die Teilnehmer wurden durch eine Jury bestimmt.
Nach Angaben der ATN News Agency erhielt der Sender 95 Bewerbungen. Darunter befanden sich sowohl Bewerbungen von unbekannten als auch von etablierten Künstlern.

## Teilnehmer
Am 22. Januar 2020 veröffentlichte BRTC die Liste der 49 Interpreten, die am 27. Januar 2020 an der Audition teilnehmen werden. Die Audition wurde livegestreamt. Am 27. Januar 2020, im Anschluss an die Live-Audition, veröffentlichte BRTC die zwölf Teilnehmer des Vorentscheides.
| Live Auditions | Live Auditions                                                               | Live Auditions                                                                | Live Auditions        | Live Auditions                       |
| Startnr.       | Interpret                                                                    | Lied Musik (M) und Text (T)                                                   | Sprache               | Übersetzung (Inoffiziell)            |
| -------------- | ---------------------------------------------------------------------------- | ----------------------------------------------------------------------------- | --------------------- | ------------------------------------ |
| 01             | ELEN                                                                         | Broken                                                                        | Englisch              | Gebrochen                            |
| 02             | Natali Domini                                                                | I Believe                                                                     | Englisch              | Ich glaube                           |
| 03             | Tsubikova Veronika Aleksandrovna Цубикова Вероника Александровна             | True to Myself                                                                | Englisch              | Mir selbst treu bleiben              |
| 04             | PAULINN                                                                      | Guess                                                                         | Englisch              | Raten                                |
| 05             | Glamozda Anastasia Igorevna Гламозда Анастасия Игоревна                      | Burning Again M/T: Anastasiya Hlamozda, Dmitry Piven                          | Englisch              | Wieder brennen                       |
| 06             | Voronko Vitaliy Pavlovich Воронко Виталий Павлович                           | Listen To Your Heart                                                          | Englisch              | Höre auf dein Herz                   |
| 07             | Denis Ekaterina Aleksandrovna                                                | Tvoj novy dzień                                                               | Belarussisch          | Ihr neuer Tag                        |
| 08             | Parade of Planets                                                            | Pour lui                                                                      | Französisch           | Für ihn                              |
| 09             | Serge Berkov                                                                 | I Fell in Love With the Devil                                                 | Englisch              | Ich habe mich in den Teufel verliebt |
| 10             | Katrin Leoni                                                                 | Blizhe                                                                        | Belarussisch          | Enger                                |
| 11             | Fuks Anna Alexandrovna                                                       | Fly Higher                                                                    | Englisch              | Fliege höher                         |
| 12             | Khmelnitskaya Daria Pavlovna                                                 | On Fire                                                                       | Englisch              | In Brand geraten                     |
| 13             | ALEN HIT                                                                     | #1 Problem                                                                    | Englisch              | –                                    |
| 14             | Zdonyuk Ivan Sergeevich Здонюк Иван Сергеевич                                | Shake It Up                                                                   | Englisch              | Schüttle es auf                      |
| 15             | Elline Day                                                                   | Alien                                                                         | Englisch              | Alien                                |
| 16             | Nika De & Breesku                                                            | Chains                                                                        | Englisch              | Ketten                               |
| 17             | AURA                                                                         | Barani svajo                                                                  | Belarussisch          | Verbiete ihnen                       |
| 18             | VAL                                                                          | Da vidna M/T: Vladislav Pashkevich, Valery Grybusava, Nikita Naydenov         | Belarussisch          | Bis zur Dämmerung                    |
| 19             | Pushnova Angelika Dmitrievna                                                 | True Love M/T: Oleg Sidorov, Anastasiya Belyavskaya, Nikos Sofis              | Englisch              | Wahre Liebe                          |
| 20             | KATYA & VOLGA                                                                | Noy                                                                           | Belarussisch          | Noah                                 |
| 21             | Vitaliy Vasilievich Виталий Васильевич                                       | Odnim Solntsem                                                                | Belarussisch          | Eine Sonne                           |
| 22             | Augusta                                                                      | My Light                                                                      | Englisch              | Mein Licht                           |
| 23             | NAPOLI                                                                       | Don't Let Me Down M/T: Michael James Down, Will Taylor, Rafaela Truda         | Englisch              | Lass mich nicht im Stich             |
| 24             | Kovalenko Apollinaria Olegovna Коваленко Аполлинария Олеговна                | I Will Not Bow/YA ne sdamsya                                                  | Englisch/Belarussisch | Ich werde mich nicht verbeugen       |
| 25             | Mikhalenko Artyom Vasilievich Михаленко Артем Васильевич                     | MOVE                                                                          | Englisch              | Bewegegung                           |
| 26             | Sasha Zakharik                                                               | Rocky Road                                                                    | Englisch              | Steinige Straße                      |
| 27             | 2morrow2late                                                                 | Paradise                                                                      | Englisch              | Paradies                             |
| 28             | Gabriel Kupatadze Купатадзе Габриель Георгиевич                              | Silver                                                                        | Englisch              | Silber                               |
| 29             | ARSI                                                                         | Song Of Peace                                                                 | Englisch              | Lied des Friedens                    |
| 30             | Batteries ltd                                                                | You For Me                                                                    | Englisch              | Du für mich                          |
| 31             | KeySi                                                                        | Chili Pepper M/T: D. Bain, Dmitry Fomich, M. Duke                             | Englisch              | Chilischote                          |
| 32             | Absolem Cloud                                                                | It’s Ok                                                                       | Englisch              | Es ist OK                            |
| 33             | Yarosh Yan Gennadevich Ярош Ян Геннадьевич                                   | Fire                                                                          | Englisch              | Feuer                                |
| 34             | July                                                                         | Every Hour                                                                    | Englisch              | Jede Stunde                          |
| 35             | Zhanet                                                                       | Flying                                                                        | Englisch              | Fliegen                              |
| 36             | Gorbacheva Alyona Igorevna Горбачёва Алёна Игоревна                          | Moments Of Love                                                               | Englisch              | Momente der Liebe                    |
| 37             | Razvadovskaya Anastasia Aleksandrovna Развадовская Анастасия Александровна   | Hello                                                                         | Englisch              | Hallo                                |
| 38             | Demenkova Maria Gennadyevna Деменкова Мария Геннадьевна                      | Shake                                                                         | Englisch              | Schütteln                            |
| 39             | NEZABUDKI                                                                    | Paradise                                                                      | Englisch              | Paradies                             |
| 40             | PROvocation                                                                  | Suddenly                                                                      | Englisch              | Plötzlich                            |
| 41             | Pavel Pashkevich Alena Grand & Pasha Pashkevich Пашкевич Павел Александрович | Can You Feel?                                                                 | Englisch              | Kannst du fühlen?                    |
| 42             | Julia Glebova & Chas Speak                                                   | Aydzem sa mnoy                                                                | Belarussisch          | Komm mit mir                         |
| 43             | CHAKRAS                                                                      | La-Ley-La                                                                     | Englisch              | –                                    |
| 44             | Tani Faredo                                                                  | Travel Lifestyle                                                              | Englisch              | Reiselebensstil                      |
| 45             | Krasnovskaya Polina Sergeevna Красновская Полина Сергеевна                   | Impul's toka                                                                  | Belarussisch          | Aktueller Impuls                     |
| 46             | PAVLONI                                                                      | Stones Of My Soul                                                             | Englisch              | Steine meiner Selle                  |
| 47             | Shkrabo Alexey Alexandrovich Шкрабо Алексей Александрович                    | Don’t Fear                                                                    | Englisch              | Fürchte dich nicht                   |
| 48             | Jenifer                                                                      | Making Our Universe                                                           | Englisch              | Unser Universum erschaffen           |
| 49             | Anastasia Malashkevich                                                       | Invisible M/T: Niklas Bergqvist, Ylva Persson, Linda Persson, Simon Johansson | Englisch              | Unsichtbar                           |

## Finale
Am 29. Februar 2020 fand im 600 Metrov Studio in Minsk das Eurofest 2020 statt. Die Band VAL gewann den Vorentscheid mit 20 Punkten, obwohl sie weder das Jury- noch das Televoting gewonnen haben.
| Platz | Startnr. | Interpret                                                                  | Lied Musik (M) und Text (T)                                                   | Sprache              | Übersetzung (inoffiziell) | Jury    | Jury   | Zuschauerstimmen (Televoting & SMS) | Zuschauerstimmen (Televoting & SMS) | Gesamt |
| Platz | Startnr. | Interpret                                                                  | Lied Musik (M) und Text (T)                                                   | Sprache              | Übersetzung (inoffiziell) | Stimmen | Punkte | Stimmen                             | Punkte                              | Gesamt |
| ----- | -------- | -------------------------------------------------------------------------- | ----------------------------------------------------------------------------- | -------------------- | ------------------------- | ------- | ------ | ----------------------------------- | ----------------------------------- | ------ |
| 01.   | 12       | VAL                                                                        | Da vidna M/T: Vladislav Pashkevich, Valery Grybusava, Nikita Naydenov         | Belarussisch         | Bis zum Morgengrauen      | 69      | 10     | 1.494                               | 10                                  | 20     |
| 02.   | 07       | Yan Yarosh Ярош Ян Геннадьевич                                             | Fire M: Yan Yarosh; T: Mattew Douglas Funnell                                 | Englisch             | Feuer                     | 80      | 12     | 0706                                | 6                                   | 18     |
| 03.   | 04       | CHAKRAS                                                                    | La-Ley-La M/T: Max Aleinikov                                                  | Konstruierte Sprache | –                         | 59      | 6      | 2.190                               | 12                                  | 18     |
| 04.   | 11       | KeySi                                                                      | Chili Pepper M/T: D. Bain, Dmitry Fomich, M. Duke                             | Englisch             | Chilischote               | 61      | 7      | 1.010                               | 8                                   | 15     |
| 05.   | 03       | Anastasia Malashkevich                                                     | Invisible M/T: Niklas Bergqvist, Ylva Persson, Linda Persson, Simon Johansson | Englisch             | Unsichtbar                | 64      | 8      | 0499                                | 4                                   | 12     |
| 06.   | 08       | Pushnova Angelika Dmitrievna                                               | True Love M/T: Oleg Sidorov, Anastasiya Belyavskaya, Nikos Sofis              | Englisch             | Wahre Liebe               | 47      | 5      | 0634                                | 5                                   | 10     |
| 07.   | 10       | AURA                                                                       | Barani svajo M/T: Evgeniy Oleynik                                             | Belarussisch         | Verbiete ihnen            | 30      | 3      | 0812                                | 7                                   | 10     |
| 08.   | 02       | Sasha Zakharik                                                             | Rocky Road M/T: Sasha Zaharik                                                 | Englisch             | Steinige Straße           | 43      | 4      | 0371                                | 2                                   | 06     |
| 09.   | 01       | NAPOLI                                                                     | Don't Let Me Down M/T: Michael James Down, Will Taylor, Rafaela Truda         | Englisch             | Lass mich nicht im Stich  | 29      | 2      | 0373                                | 3                                   | 05     |
| 10.   | 05       | Glamozda Anastasia Igorevna Гламозда Анастасия Игоревна                    | Burning Again M/T: Anastasiya Hlamozda, Dmitry Piven                          | Englisch             | Wieder brennen            | 01      | 0      | 0305                                | 1                                   | 01     |
| 11.   | 09       | Darya Khmelnitskaya                                                        | On Fire M/T: Lexy Weaver                                                      | Englisch             | In Brand geraten          | 13      | 0      | 0261                                | 0                                   | 0      |
| 11.   | 06       | Razvadovskaya Anastasia Aleksandrovna Развадовская Анастасия Александровна | Hello M/T: Anastasiya Razvadovskaya, Sasha Guris, Vitaly Penzin               | Englisch             | Hallo                     | 09      | 0      | 0258                                | 0                                   | 0      |

### Detailliertes Juryvoting
| Startnr. | Lied              | Stig Karlsen | Dmitriy Koldun | William Lee Adams | Olga Vorobyova | Zena | Alexandros Panayi | Tali Eshkoli | Yuriy Seleznyov | Joana Levieva-Sawyer | Gesamt | Punkte |
| -------- | ----------------- | ------------ | -------------- | ----------------- | -------------- | ---- | ----------------- | ------------ | --------------- | -------------------- | ------ | ------ |
| 01       | Don't Let Me Down | 6            | 2              | 4                 | 3              | 6    | 2                 | –            | 4               | 2                    | 29     | 02     |
| 02       | Rocky Road        | –            | 3              | 2                 | 5              | 3    | 6                 | 6            | 8               | 10                   | 43     | 04     |
| 03       | Invisible         | 10           | 8              | 10                | 10             | 8    | 4                 | 5            | 6               | 3                    | 64     | 08     |
| 04       | La-ley-la         | 7            | 4              | 5                 | –              | 7    | 12                | 12           | 5               | 7                    | 59     | 06     |
| 05       | Burning Again     | 2            | –              | –                 | 6              | –    | –                 | –            | 10              | –                    | 18     | 01     |
| 06       | Hello             | 1            | –              | –                 | 2              | 4    | –                 | 2            | –               | –                    | 09     | 0      |
| 07       | Fire              | 8            | 12             | 12                | 12             | 1    | 10                | 10           | 7               | 8                    | 80     | 12     |
| 08       | True Love         | 5            | 7              | 6                 | 1              | 5    | 7                 | 8            | 3               | 5                    | 47     | 05     |
| 09       | On Fire           | 4            | 1              | 1                 | –              | –    | 3                 | 3            | –               | 1                    | 13     | 0      |
| 10       | Barani svajo      | –            | 5              | 3                 | 7              | 2    | 1                 | 7            | 1               | 4                    | 30     | 03     |
| 11       | Chili Pepper      | 12           | 10             | 8                 | 4              | 10   | 5                 | 4            | 2               | 6                    | 61     | 07     |
| 12       | Da vidna          | 3            | 6              | 7                 | 8              | 12   | 8                 | 1            | 12              | 12                   | 69     | 10     |